# Finke-Gorge-Nationalpark
Der Finke-Gorge-Nationalpark ist ein 1967 gegründeter, 458 Quadratkilometer großer Nationalpark in der australischen Verwaltungseinheit Northern Territory, 1318 Kilometer südlich von Darwin. Die nächstgelegene Stadt ist Alice Springs, von dort fährt man rund 135 Kilometer über den Larapinta Drive via Hermannsburg zum Nationalpark.
Teil des Parks ist Palm Valley, ein Oasen-Tal, in dem viele seltene Pflanzenarten heimisch sind. Die weltweit letzte Population der Marienpalme ist hier zu finden. 1982 wurden im Palm Valley Öl- und Erdgasbohrungen vorgenommen. Eine Pipeline führt seit 1983 ins 138 km entfernte Alice Springs. Der Finke River ist mit bis zu 350 Millionen Jahren einer der ältesten Flussläufe der Erde. Er bahnte sich hier einen Weg zwischen der Krichauff Range im Westen und der James Range im Osten.
Im Park befinden sich Überreste der Kultur des Aborigine-Volkes der Arrernte. In einem natürlichen Amphitheater zwischen den Felsformationen Old Man und Old Woman wurden Initiationsfeste gefeiert. Am Sullivan Creek sind uralte Felszeichnungen erhalten geblieben.